# Círculo menor

Círculo menor de uma esfera

Círculo menor, em aposição ao círculo máximo, é um círculo da esfera terrestre cujo plano divide a esfera em duas partes desiguais e está paralelo à linha do Equador.